# DQB-Pokal
Der Deutsche Quadballpokal (ehemals Deutscher Quidditch-Pokal und Deutsche Quidditch Meisterschaft) ist das wichtigste Turnier im deutschen Quadball und wird seit 2016 jährlich vom Deutschen Quadballbund (DQB) veranstaltet.

## Regelwerk
In einer Gruppenphase wird ermittelt, wer sich für die Endrunde qualifiziert. Die Endrunde umfasst ein Achtel-, Viertel- und Halbfinale sowie das Finale um den Titel. Auch für die ausgeschiedenen Teams ist das Turnier nicht vorbei, denn alle Plätze werden im Lower Bracket ausgespielt.

## Deutsche Quidditch-Pokalsieger
| Jahr | Verein                     |
| ---- | -------------------------- |
| 2016 | Rheinos Bonn               |
| 2017 | Three River Dragons Passau |
| 2018 | Darmstadt Athenas          |
| 2019 | Darmstadt Athenas          |
| 2022 | Münchner Wolpertinger      |
| 2023 | Münchner Wolpertinger      |
| 2024 | Braunschweiger Broomicorns |

## Deutsche Quidditch-Pokal-Endspiele
| Jahr | Sieger                     | Ergebnis   | Finalist                   |
| ---- | -------------------------- | ---------- | -------------------------- |
| 2016 | Rheinos Bonn               | 90* : 60   | Darmstadt Athenas          |
| 2017 | Three River Dragons Passau | 80* : 60   | Rheinos Bonn               |
| 2018 | Darmstadt Athenas          | 150* : 100 | Three River Dragons Passau |
| 2019 | Darmstadt Athenas          | 170* : 110 | Rheinos Bonn               |
| 2022 | Münchner Wolpertinger      | 90* : 70   | Braunschweiger Broomicorns |
| 2023 | Münchner Wolpertinger      | 130* : 120 | Braunschweiger Broomicorns |
| 2024 | Braunschweiger Broomicorns | 120* : 110 | Ruhr Phönix                |